# Sladaholmen
Sladaholmen is een Zweeds eiland in de Råneälven. Het eiland ligt in het Sladan, een uitloper van het Niemiselet, een verbreding van de rivier. Het onbewoonde eiland heeft geen oeververbinding.
Storholmen · Storselaholmen · Storholmen · Sladaholmen · Hedholmen · Notholmen · Svedjeholmen · Tomasholmen · Niemiholm · Lillholmen · Färholmen · Sundbergholmen · Killingholmen · Holmen · Prästholmen · Börstholmen · Längholmen · Degerholmen · Kullen · Kaninholmen · Andholmen